# Талія Флора-Каравія
Талія Флора-Каравія (грец. Θάλεια Φλωρά-Καραβία; 1871, Сіатіста — 1960, Афіни
) — одна з найпродуктивніших грецьких художниць. Серед її робіт, ще повністю не охоплених каталогами, понад 2,5 тис. робіт олією і багато малюнків і акварелей.

## Біографія
Народилася 1871 року в містечку Сіатіста, у регіоні Західна Македонія, що тоді перебував під османським контролем, у сім'ї священика. У 1874 році батько перевіз сім'ю в Константинополь. Тут 1888 року вона закінчила грецький пансіон шляхетних дівчат Заппаса.
Спробувала вступити на факультет живопису в Афінську школу Мистецтв (згодом Афінська школа витончених мистецтв), але школа відмовилася прийняти її через те, що вона була жінкою. У результаті вона навчалася живопису в Мюнхені, у Гізіса і у Яковідіса, а відтак у Парижі.
1898 року вона повернулась у Константинополь, щоб зайнятися живописом професійно. 1907 року переїхала у місто Александрія, Єгипет, де прожила 30 років. Тут вона вийшла заміж за Нікоса Каравіяса, видавця грецької газети Ефімеріс. В Александрії створила та керувала школою живопису.
У період Балканських війн, вона послідувала за грецькою армією в похід, як кореспондентка газети яку видавав її чоловік, і відбила безліч військових сцен в малюнках вугіллям і пастелях. Свої враження від подій тієї епохи вона описала згодом у своїй книзі «Враження з війни 1912—1913 років: Македонія-Епір» (вид. Моїсіаду-Марда, Афіни 1936). Вона послідувала також за грецькою армією у похід в Малу Азію (1918—1922).
Повернулась у Грецію разом з чоловіком остаточно у 1939 році.

## Роботи
Окрім своїх воєнних замальовок, Флора-Каравія стала відомою і своїми близько 500 портретами. Серед зображених відомих особистостей поет К. Кавафіс, письменниця Олександра Пападопулу та інші. Вона також ілюструвала книги і займалася журналістикою. Характерні слова, які у свій час сказав її чоловіку Мехмет Есат Бюлькат, що обороняв від грецької армії місто Яніна (див. Битва при Бізані): «поки ти викурив одну цигарку твоя пані накидала три ескізи».
У цілому, робота Флори-Каравії включають у так звану «академічну мюнхенську школу», але в її картинах багато світла і кольорів що характерно для імпресіоністів. «Працюю імпресіоністськи», говорила художниця у своєму інтерв'ю у 1955 році. Однак в останніх своїх післявоєнних роботах вона відійшла і від імпресіонізму, і звернулася до експресіонізму.
За внесок у живопис художниця була нагороджена Срібною медаллю Афінської академії наук у 1945 році та Хрестом командора (Орден Чесноти) у 1954 році.
Її роботи виставлені в Національній галереї Греції, у Національному історичному музеї, в Муніципальній галереї міста Яніна, у галереї Е. Авероф (Мецово) тощо. Значна частина її воєнних малюнків знаходиться у штабі 3-го корпусу армії в македонській столиці місті Салоніки та у Воєнному музеї Афін.
- Портрет матері (1906, Афіни приватна колекція)
- Дусманіс, Віктор, Малюнок 1913, Афіни, Колекція Г. Єроянніса).
- Портрет англійського офіцера (Афіни, приватна колекція.)
- (Дріада) Амадріас (Αμαδρυάς Фессалоніки, Торгівельна та промислова палата)
- Константинополь, Афіни, Національна галерея
- Благодатний вогонь («Δεύτε λάβετε φως», Фессалоніки, Галерея Громади македонських досліджень)

## Послання
1. 1 2  Thalia Flora-Karavia — 2008.
2. 1 2 3 4 5 6 7  https://www.nationalgallery.gr/el/zographikh-monimi-ekthesi/painter/phlora-karabia-thaleia.html
3. ↑  DACS register
4. ↑  https://www.searchculture.gr/aggregator/edm/AveroffMuseum/000123-79
5. ↑  Α. Χαραλαμπίδης Μακεδονικά τόμ.ΙΗ΄ «Άγνωστα έργα της Θ. Φλωρά-Καραβία στη Θεσσαλονίκη», Θεσσαλονίκη 1978
6. ↑  Μ. Σκλάβου-Μαυροειδή-Γ. Τσαρούχη, Οι Έλληνες Ζωγράφοι «Θάλεια Φλωρά-Καραβία» τόm. Α΄, Αθήνα 1974, όπου και η σχετική βιβλιογραφία
7. ↑  Α. Χαραλαμπίδης,Μακεδονικά, τ ΙΔ΄ (Θεσσαλονίκη 1974) «Σχέδια της Θάλειας Φλωρά-Καραβία από τον πόλεμο 1912—1913»